# 爱德华·莫尔捷
阿道夫·爱德华·卡西米尔·约瑟夫·莫尔捷（法語：Adolphe Édouard Casimir Joseph Mortier, duc de Trévise，法語發音：[adɔlf edwaʁ kazimiʁ ʒozɛf mɔʁtje]；1768年2月13日—1835年7月28日），特雷维索公爵，拿破仑授予的帝國元帅之一，人稱「和平王子」（Le Prince de la Paix）和「兵營的大元帥」（Le Grand Maréchal des Cantonnements）。

## 早年生平
莫尔捷生于法國北部勒卡托-康布雷西的一個中產階級家庭。在法國大革命戰爭中，於1789年加入敦刻尔克的国民自卫軍，身形高大的莫爾捷(6呎4吋)以勇敢著稱，於1791年进入北方军团擔任上尉，深受長官勒菲弗器重。后在多瑙河军团、赫爾維蒂(Helvetia)军团中服役，1799年莫尔捷在馬塞納麾下參與第二次蘇黎世之戰，戰後晉身為少将師長。
1800年被任命为巴黎第十七军军长，他的能力受到時任第一執政的拿破崙注意，1803年因英国对法宣战，莫尔捷奉拿破崙之命领兵占领汉诺威，莫尔捷透過軍事及外交手段達成了任務，1804年晋升为中将，5月被授予帝國元帅称号。

## 拿破崙戰爭
隨著拿破崙取得烏爾姆戰役的勝利，莫尔捷任新組建的第八军团军长，並率軍追擊庫圖佐夫指揮的俄軍，卻在追擊過程中，於杜倫施坦遭敵包圍，莫尔捷於夜間發動刺刀衝鋒成功突圍，然而他率領的第八軍團也傷亡甚眾。
莫尔捷於1806年的耶拿戰役中擔任輔助。1807年任第十军团指挥官，於弗里德蘭戰役擔任重要的左翼部隊。莫尔捷為人和善，與其他帝國元帥並無心結或結怨，駐防東普魯士期間，他與烏迪諾元帥成為至交，他們在派對聚會上總是用手槍射擊來熄滅蠟燭，並慷慨地支付損壞的費用。
1808年半島戰爭爆發後，莫尔捷隨拿破崙入侵西班牙，指揮第五軍團參
第二次薩拉戈薩圍城戰，並於奧卡尼亞戰役擊敗西班牙軍，被授于特雷维索公爵爵位。1812年入侵俄罗斯时任任青年近卫军军长，攻占莫斯科后，任莫斯科总督，撤退期間，他的青年近衛軍遭遇重大損失。
1813年間，莫尔捷於德意志戰役持續指揮青年近衛軍，呂岑戰役期間莫尔捷甚至一度受困於戰死的馬匹下。1814年防守巴黎期間，他的帽子被子彈射穿，莫尔捷與馬爾蒙擔任防守巴黎的指揮官，莫尔捷告訴部下:“我們雖然沒有足夠的兵馬可以阻擋數量眾多的敵人，但如今我們比以往更為賣力地為榮譽而戰。”拿破仑一世退位后，被路易十八封为法国贵族，授圣路易勋章。任第十六军区总督。
百日王朝期间，拿破仑一世任命他为自卫队骑兵司令。莫尔捷因苦於坐骨神經痛未能擔任熟悉的青年近衛軍指揮官，亦因此缺席了滑鐵盧戰役。雖然莫尔捷被拿破崙認為不適合單獨指揮軍團，但他的品行與忠誠始終無可非議。
波旁復辟期間，1825年被授于王国的最高荣誉圣灵勋章(Order of the Holy Spirit)。1830-1831年在圣彼得堡任驻俄大使。1831年获荣誉勋章。1834年11月18日-1835年3月12日，短暫擔任战争部长和總理。
1835年7月28日路易-菲利普国王检阅国民自卫队，法国共和主义者朱塞佩·菲耶斯基暗杀路易-菲利普未遂，陪同的莫尔捷元帅和另外11人被炸弹炸死，路易-菲利普在元帅的葬礼时痛哭哀悼。
| 官衔                            | 官衔                    | 官衔                     |
| ------------------------------- | ----------------------- | ------------------------ |
| 前任者： 巴萨诺公爵             | 法国總理 1834－1835     | 繼任者： 维克托·德布罗伊 |
| 军职                            |                         |                          |
| 前任者： 弗朗索瓦·约瑟夫·勒菲弗 | 巴黎軍政長官 1800－1803 | 繼任者： 讓-安多什·朱諾  |

1. ↑  Paris, Louis.  1. Paris: Bachelin-Deflorenne. 1869  [2022-05-06]. （原始内容存档于2021-12-13） （法语）.